# Xe tăng Zulfiqar
Zulfikar (tiếng Ba Tư: ذوالفقار) là dòng xe tăng chiến đấu chủ lực thế hệ thứ hai của Iran, Chuẩn tướng Mir-Younes Masoumzadeh, Phó chỉ huy lực lượng mặt đất đã cho tiến hành nghiên cứu và sản xuất loại tăng này để tăng cường sức mạnh cho lực lượng Lục quân Iran. Cái tên Zulfiqar được đặt theo tên một thanh gươm truyền thuyết của người Iran. Hiện tại, dòng xe tăng này được phát triển thành ba biến thể: Zulfiqar 1, Zulfiqar 2 và Zulfiqar 3.
Các phiên bản thử nghiệm của xe được hoàn thành vào năm 1993. Sáu phiên bản đầu tiên được sản xuất và thử nghiệm vào năm 1997.

## Tính năng kỹ thuật

### Tính cơ động
Zulfiqar có tính cơ động cao với động cơ V-12 Diesel có công suất lên đến 1000 mã lực và sử dụng hệ thống sang số tự động trong xe SPAT 1200. Mặc dù Zulfiqar không kín nước, nó có thể gắn ống thở dùng cho việc lội nước qua nơi sâu, việc chuẩn bị lội nước mất khoảng 20 phút. Nếu xe tăng chết máy giữa lòng sông, nó sẽ chìm do giảm áp suất hoặc cần 6 giây để tái khởi động. Zulfiqar có trọng lượng nhỏ hơn so với các xe tăng Phương Tây. Zulfiqar 3 nặng nhất nhưng chỉ khoảng 41 tấn, trong khi đó M1 Abrams bản nhẹ nhất đã là 61 tấn. Hệ thống giảm xóc cho xe được chế tạo theo thiết kế của xe tăng M-60. Tốc độ của xe đạt khoảng 60–70 km/giờ. Tầm hoạt động 500 km.

### Giáp trụ và hệ thống bảo vệ
Giáp trụ của Zulfiqar thay đổi tùy theo phiên bản. Nhưng nhìn chung, xe có hệ thống giáp bảo vệ tốt. Mẫu Zulfiqar 1 dùng giáp thép đúc. Các mẫu Zulfiqar 2 và Zulfiqar 3 dùng giáp composite và trang bị thêm váy bảo vệ hông. Mẫu Zulfiqar 3 còn được trang bị thêm giáp phản ứng. Toàn bộ xe và tháp pháo được bọc giáp, tuy nhiên không rõ lớp giáp này dày bao nhiêu. Zulfiqar được trang bị thiết bị xác định tầm bắn bằng laser, hệ thống phát hiện phóng xạ PAZ, hệ thống chống phóng xạ, hệ thống bảo vệ NBC (bảo vệ xe tăng trước sự công phá của các loại vũ khí vũ khí hạt nhân, sinh học, hoá học). Zulfiqar có thiết bị sinh khói giống như mẫu T-72 của Liên Xô, các ống phóng lựu đạn khói được lắp ở hai bên sườn tháp pháo. Nhìn chung giáp trụ của Zulfiqar hoàn toàn có thể chịu được các loại đạn pháo nòng 120 ly thường thấy trên các xe tăng hiện đại phương Tây hoặc các loại đạn pháo bắn từ trên xuống nhằm vào phần nóc xe.

### Hệ thống hỏa lực
Zulfiqar được trang bị vũ khí, đạn và hệ thống điều khiển hoả lực tương tự như T-72. Vũ khí chính của nó là pháo nòng trơn 2A4G 125 ly, bản nâng cấp của kiếu pháo chống tăng Sprut đã từng xuất hiện trên các mẫu T-72 và T-80. Loại pháo này có một đặc điểm tiện lợi là có thể dễ dàng tháo nó ra khỏi xe tăng mà không cần phải gỡ toàn bộ tháp pháo kèm theo. Hệ thống nạp đạn tự động gắn ở sau tháp pháo. Riêng phiên bản Zulfiqar 2 không được trang bị hệ thống nạp đạn tự động. Đạn phá giáp BK-27 HEAT gần đây có thêm mũi 3 cạnh tăng khả năng xuyên giáp quy ước và giáp ERA. Đạn BK-29 với đầu đạn cứng dùng để đối phó với giáp cảm ứng, đạn MP thì có thể vỡ mảnh dùng để sát thương bộ binh. Nếu đạn BK-29 HEAT-MP được sử dụng thì nó có thể thay thế hoặc bổ sung cho loại đạn Frag-HE (hiện đang được NATO dùng). Tầm bắn tối đa của pháo là 9,1 km, của tên lửa là 4 km. Chiếc xe tăng cũng được lắp những thiết bị đặt mìn chính xác. Zulfiqar dùng thiết bị nạp giống loại nạp đạn tự động T-72. Tốc độ nạp là 6,5-15 giây/viên, tùy vị trí ổ quay nhưng độ tin cậy thấp, dễ có trục trặc nếu bảo dưỡng kém. Thiết bị tự nạp sẽ đẩy nòng súng lên cao 3 độ nhằm ấn đuôi nòng xuống để nạp đạn, nhưng không ảnh hưởng đến tầm ngắm độc lập của pháo thủ. Nói chung việc nạp đạn cũng không gây nhiều phiền hà, và vỏ đạn cũng dễ cầm hơn. Xe được lắp đặt thiết bị điểu khiển hỏa lực Fontana EFCS-3 do Slovenia sản xuất, chức năng của hệ thống này là: nhìn đêm và làm thiết bị dẫn bắn tên lửa chống tăng qua nòng. Trang bị vũ khí thứ hai gồm một đại liên 12,7 ly để đối phó với các mục tiêu trên không và trên bộ.

## Các phiên bản
Có ba biến thể khác nhau của Zulfiqar. 
- Zulfiqar 1: là mẫu thiết kế đầu tiên trong dòng xe tăng Zulfiqar của Iran. Chiếc xe tăng này sử dụng nhiều bộ phận từ MBT M-60 của Mĩ và T–72 của Liên Xô, được sản xuất tại Iran. Trọng lượng của Zulfiqar 1 khoảng 40 tấn, được điều khiển bởi một kíp lái gồm ba thành viên: trưởng xe, pháo thủ và lái xe. Toàn bộ xe và tháp pháo được bọc giáp, tuy nhiên không rõ lớp giáp này dày bao nhiêu. Hỏa lực của xe gồm một pháo nòng trơn 125mm và thiết bị nạp đạn tự động (tương tự với pháo của xe tăng T-72). Ngoài ra, còn có súng máy phòng không 12,7mm trên nóc tháp pháo. Hệ thống điều khiển hỏa lực có nguồn gốc từ Slovenia. Còn hệ thống giảm xóc cho xe lại được chế theo thiết kế của xe tăng M-60. Zulfiqar 1 trang bị một động cơ diesel V12 (chưa rõ loại) 1.000 mã lực. Tốc độ của xe đạt khoảng 60–70 km/giờ. Tầm hoạt động 500 km.[3]
- Zulfiqar 2: là bước phát triển tiếp theo và không có quá nhiều sự thay đổi so với Zulfiqar 1. Dù vậy, Zulfiqar 2 vẫn có những điểm cải tiến. Hỏa lực của xe là pháo nòng trơn 125mm nhưng bỏ thiết bị nạp đạn tự động hoặc thay thế. Phần tháp pháo được làm mới, dài hơn và lớn hơn. Khung gầm xe được mở rộng và thay thế động cơ mới. Trên thực tế, Zulfiqar 2 là "bước đệm" cho sự ra đời của biến thể Zulfiqar 3.[3]
- Zulfiqar 3: là thiết kế hoàn toàn dựa trên dòng Zulfiqar, tuy nhiên nó vẫn có hình dáng giống xe tăng chiến đấu hiện đại của quân đội Mĩ M–1 Abram. Giáp bảo vệ của Zulfiqar 3 được cải tiến tốt hơn so với Zulfiqar 1, phần giáp trước thân xe được gia cố lớp giáp tổng hợp. Vũ khí chính của Zulfiqar 3 là pháo nòng trơn 125mm, nhưng phía Iran chưa công bố có hay không thiết bị nạp đạn tự động. Hệ thống điều khiển hỏa lực cũng được nâng cấp. Động cơ tương tự với loại này được lắp trên Zulfiqar 2.[3]

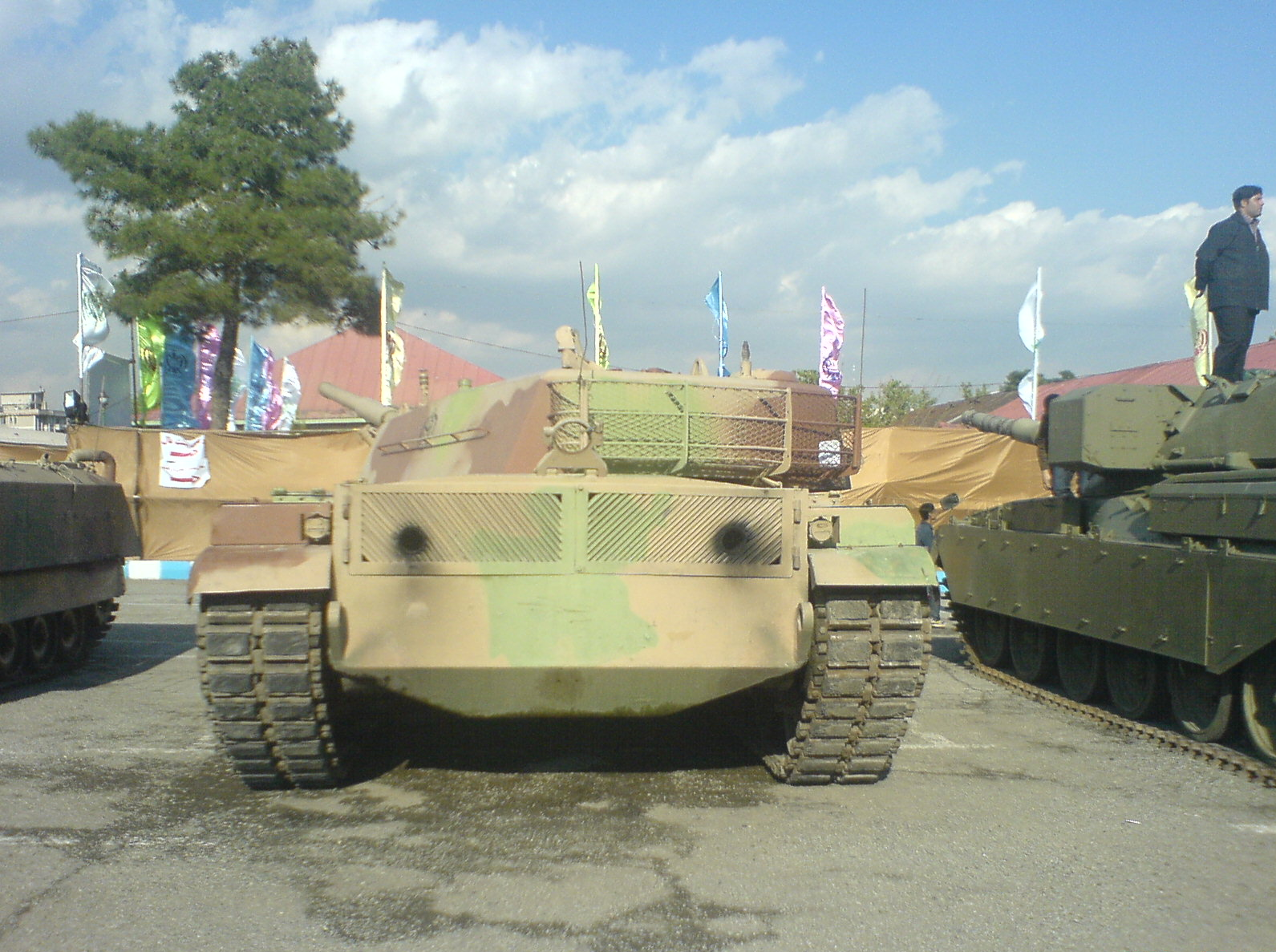
Zulfiqar 1 nhìn từ phía sau

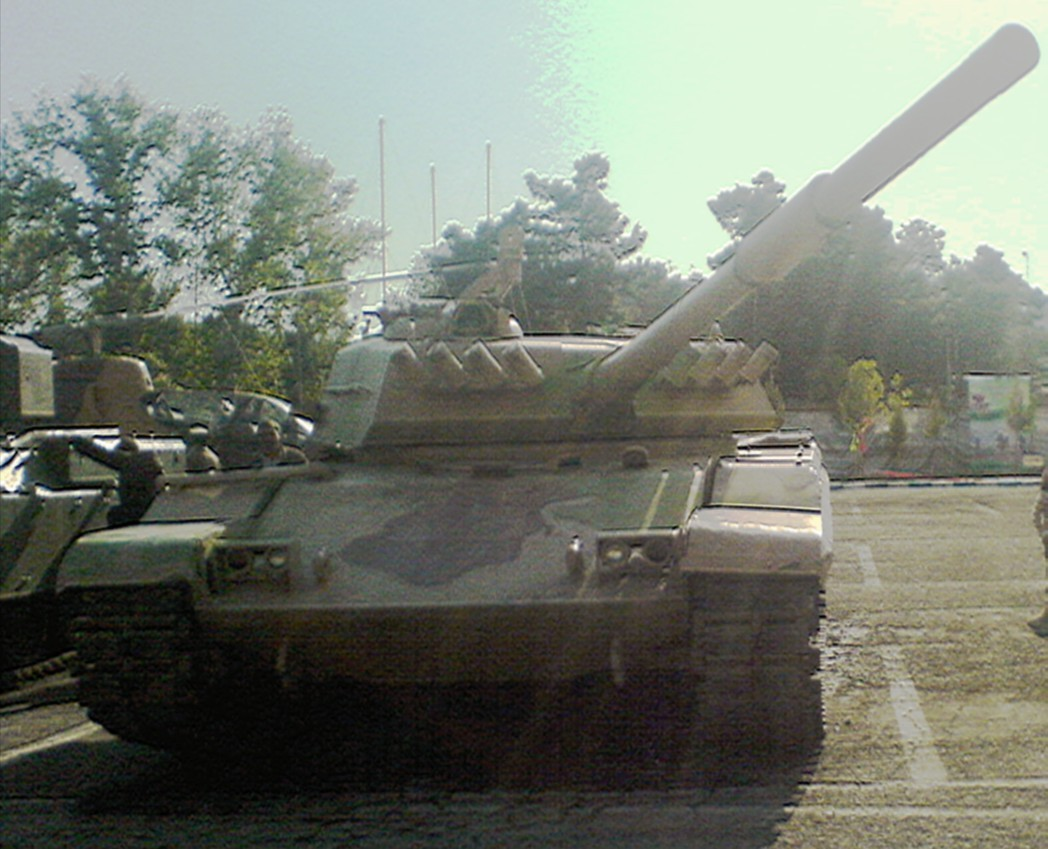
Zulfiqar 1 nhìn từ phía trước

## Sản xuất
Vào tháng 4 năm 1997, Quyền Tư lệnh các lực lượng mặt đất của Quân đội Iran, Trung tướng Mohammad Reza Ashtiani thông báo rằng việc sản xuất hàng loạt xe tăng Zulfikar bắt đầu vào năm 1996 đang được tiến hành thuận lợi. Vào cuối tháng 7 năm 1997, Tổng thống Iran Hashemi Rafsanjani chính thức khánh thành dây chuyền sản xuất xe tăng chiến đấu chủ lực Zulfikar và xe chiến đấu bộ binh Boragh.